# Широтная улица (Тюмень)
Широ́тная у́лица — одна из основных улиц города Тюмени. Протяжённость улицы около 8 километров. Расположена в Восточном административном округе Тюмени. Начинается от кольцевой развязки с улицей Мельникайте и заканчивается в районе лесного массива ТЭЦ-2.
Широтная улица проходит через 6 районов: микрорайон Тюменский-3, 5-й микрорайон, 6-й микрорайон, микрорайоны Восточный, Восточный 2 и микрорайон Войновка. Протяженность улицы составляет 7826 метров.

## История
- Ровная, прямая в четыре полосы, а значит широкая, появилась в конце 70-х годов, разделяя город и колхозные поля деревни Патрушева. Долгое время улица была односторонней окраиной с восточной стороны города. Первые жилые дома на этой улице появились в районе перекрестка Пермякова/Широтная на нечетной стороне улицы. Это были пятиэтажные брежневки, дома лен проекта, тобольского проекта и 121 серии. В 80-е годы, когда стали разрастаться районы с 1—6 й, вдоль улицы Широтной в этих районах появились девятиэтажные дома 121 серии.«А улица Широтная в те времена была самой последней в городе Тюмени, ее границей: по одну ее сторону были девятиэтажные дома, в одном из которых автор этих строк, как уже сказано, проживал на четвертом этаже, по другую сторону не было ничего: поле было, на котором летом паслись коровы, которых автор созерцал, сидючи на балконе, который был велик. Так было в 1984 году» — ₢. Немиров Мирослав МаратовичВ 90-е годы продолжили строить нечетную сторону улицы домами 121 и 86 серии. На четной же стороне улицы появился район МЖК, где первыми домами тоже были брежневки, 121 серия и дома корридорного типа. В годы с 1990—2000 продолжает активно строится район МЖК и дома напротив МЖК на нечетной стороне. Там разбивают огромный сквер Депутатов, на нем начинают воздвигать утерянный храм в честь Благовещения Пресвятой Богородицы, который оповестит звоном колоколов о начале службы лишь в 2013 году. Район, прилежащий к улицам Широтная, Пермякова, Олимпийская называют Тюменский-1. В это же время строят дома дальше вдоль улицы Широтной (165—167 и др) Среди новостроек появляется сквер десантникам и этот район называется Восточный. В 2000—2010 годы появляется район Восточный −2. В 2010—2020 годы бывшая деревня Войновка, что находилась вдоль железной дороги и дала название станции Войновка, потихоньку сносится и на ее месте вырастают районы ЖК Вершины, ближе к Широтной ЖК Словцова, ЖК Радуга и ЖК Снегери. А на стороне МЖК, напротив ЖК Радуги строят ЖК Малахово, ЖК Соло, ЖК Восточная Широта. Формируется район Восточный −3, в этом районе появляется большой ТЦ О, Кей, новые автомобильные развязки, мост через железную дорогу по улице Монтажников теперь соединяет Восточную часть города с центром города.. В эти же годы начинается активное освоение земель четной стороны вдоль улицы Широтная. Напротив, построенных более 30 лет назад домов 4—5 районов строится Тюменский 2, потом Тюменский −3. К слову сказать на протяжении многих лет на этой площадке, словно на выселках сиротливо стояли ТЦ Лента и ТЦ Метро. Теперь они оказались в новом, густо населенном районе города. Этот район становиться одним из востребованных. Тут расположились ЖК Семейный-1, ЖК Семейный-2, ЖК На Федорова, ЖК Времена года, ЖК 5-й квартал, ЖК Кристалл, ЖК Орион и масса домов ТДСК. Улица Широтная перестала быть окраиной города и заняла почетное место в соединении множества новых районов в Восточном округе города.

## Архитектура
Больше распространены дома 121-3Т и 121-7Т серий. Самым примечательным сооружением можно считать Храм в честь Благовещения Пресвятой Богородицы.

## Бассейны
- Оздоровительный центр «Лазурный Берег».
- Центр детского плавания «Плыви, малыш!».

## Социальные учреждения
● Школа скорочтения,
● Школа № 42 (2 корпуса),
● Развивающий центр 3,
● Поликлиника № 17
● Мед. центр 5.
● Школа №63 (2 корпус)

## Парки и скверы
- Сквер Депутатов
- Семейный сквер
- Лесопарк ТЭЦ-2
- Сквер Десантников
- Сквер Никольский
- Парк им. К.Я. Лагунова

## Транспорт
Широтная — одна из самых загруженных улиц Тюмени, она пересекает такие магистральные улицы как Пермякова, Монтажников, Моторостроителей. На ней расположены маршруты десятков городских, пригородных автобусов маршрутов.
Улица прямая на всем своем протяжении от кольца Мельникайте до Малой Боровской, только в районе лесного массива ТЭЦ-2 она поворачивает налево.

### Автобусы
По улице проходят автобусы: 8,17, 25, 30, 35, 46, 48, 53, 119, 134, 151к, 158, 41, 42, 50, 51, 51д, 64, 65, 73, 79, 2, 2к, 57, 57д.

### Остановки
Тюменский микрорайон, Сквер депутатов, Театр Ангажемент, ТЦ Широтный, Улица Моторостроителей, Поликлиника, Улица Теплотехников, Сквер Десантников, Восточный-3, МЖК.

### Перекрестки
Широтная улица пересекается с 19 улицами: 9 Мая, пр-д, Бориса Щербины, б-р, Бунина, ул, Вишнёвая, ул, Ивана Словцова, ул, Майская, ул., Малая Боровская, ул.,Мельникайте, ул., Монтажников, ул., Моторостроителей, ул., Народная, ул., Николая Фёдорова, ул., Олимпийская, ул., Пермякова, ул., Петровка, ул.. Питерская, ул., Российская, ул.,Теплотехников, ул., Ткацкий, пр-д.

## Торговые центры
- ТЦ Широтный
- ТЦ Окей
- ТЦ Мебельград
- ТЦ Асоль
- ТЦ Матрёшка
- ТЦ Восточный
- ТЦ Радуга

## Культурные учреждения
- Кинотеатр «Современник»(не функционирует, как кинотеатр. Там есть планетарий)
- Театр «Ангажемент»
- Благовещенская церковь